# Caminho de Ferro Tanzânia–Zâmbia
O Caminho de Ferro Tanzânia–Zâmbia, também chamado de Grande Ferrovia Uhuru ou Caminho de Ferro Tazara, é uma linha ferroviária na África Oriental ligando o porto de Dar es Salã, no leste da Tanzânia, com a cidade de Kapiri Mposhi, na Província Central, na Zâmbia. A ferrovia tem 1.860 km (1.160 milhas) de comprimento e é operada pela companhia binacional Autoridade Ferroviária Tanzânia-Zâmbia (Tazara), que desde 2016 está concessionada à China.
Os governos da Tanzânia, Zâmbia e China estabeleceram um acordo para construir a ferrovia no intuito de eliminar a dependência econômica que a Zâmbia — uma nação sem litoral — mantinha em relação a Rodésia e a África do Sul, ambas governadas por minorias brancas que promoviam políticas de segregação racial. A ferrovia fornecia a única rota diplomaticamente segura para o comércio a granel entre o cinturão de cobre da África Central, na Zâmbia e no Congo-Quinxassa, e o mar. O espírito pan-africano entre os líderes da Tanzânia e da Zâmbia e o simbolismo da fraternidade socialista entre os povos promovida pela China aos países africanos recém-independentes deu origem à designação "Grande Ferrovia Uhuru", sendo Uhuru a palavra em suaíli para "liberdade".
A linha férrea foi construída de 1970 a 1975 como um projeto de pronto uso, inteiramente financiado e apoiado pela China. Na sua conclusão, o Caminho de Ferro Tanzânia–Zâmbia era a ferrovia mais longa da África Subsaariana. Também foi o maior projeto individual de ajuda externa realizado pela China na época, a um custo de construção de US $ 406 milhões (o equivalente a US $ 2,67 bilhões em 2021).
O Caminho de Ferro Tanzânia–Zâmbia enfrentou dificuldades operacionais desde o início, necessitando da assistência contínua chinesa, de vários países europeus e dos Estados Unidos. O tráfego de carga atingiu um pico de 1,2 milhão de toneladas em 1986, mas começou a declinar na década de 1990, quando o fim do apartheid na África do Sul e a independência da Namíbia abriram rotas alternativas de transporte para o cobre zambiano. O tráfego de carga atingiu o ponto mais baixo, de 88.000 toneladas métricas, no ano fiscal 2014/2015, quando foi utilizada menos de 2% da capacidade projetada para a ferrovia — de 5 milhões de toneladas por ano.